# شارل جونو

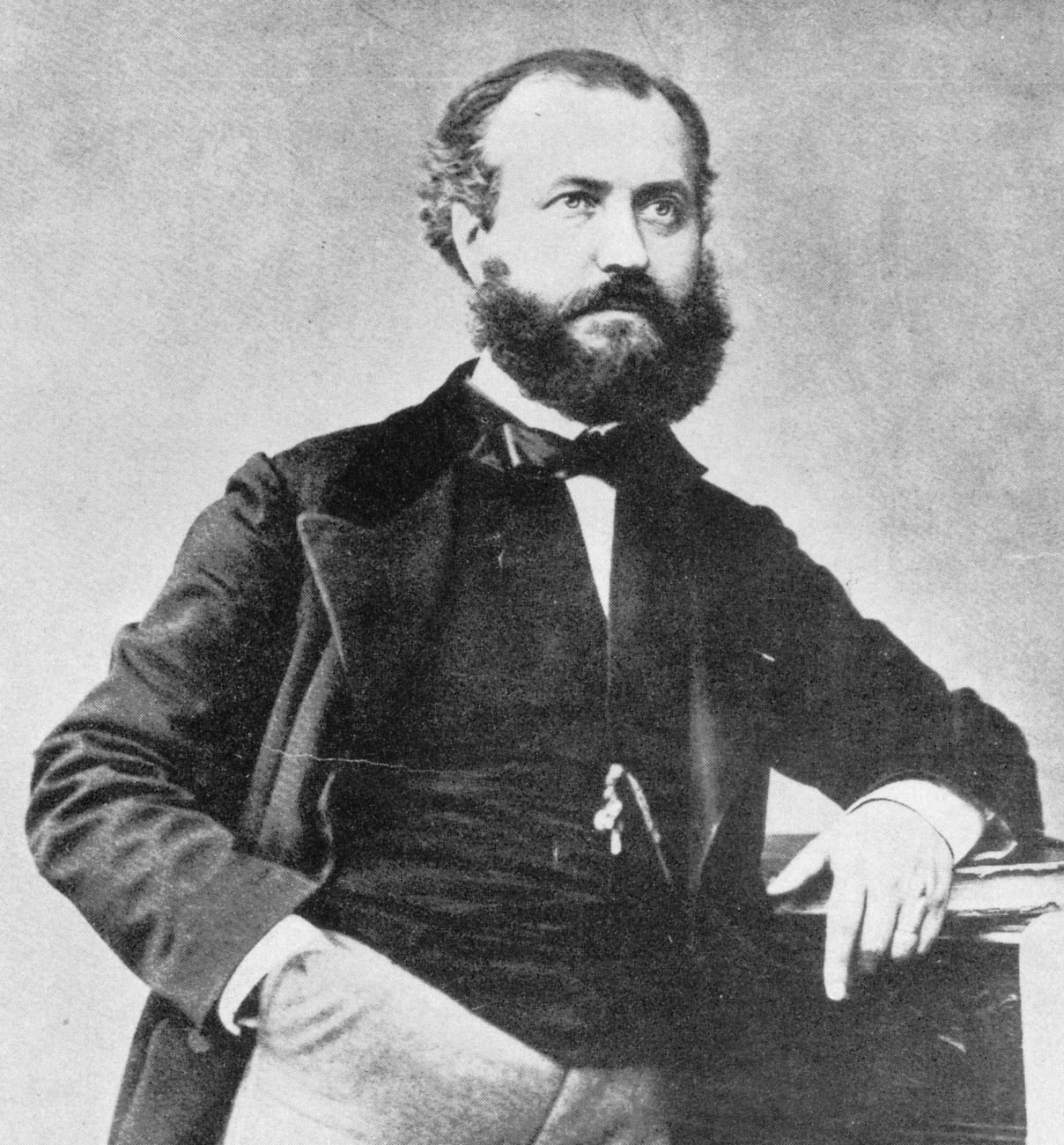
شارل جونو سنة 1859، سنة العرض الأول ل"فاوست

شارل جونو (بالفرنسية: Charles Gounod)‏ (و. 17 يونيو 1818 – ت. 17 أكتوبر أو 18 أكتوبر 1893) مؤلف موسيقي فرنسي اشتهر بأوبرا “فاوست".

## حياته
لأغلب السبعين سنة الأولى من القرن التاسع عشر كانت باريس المركز العظيم للرومانسية في الموسيقى، لكن هذا الموقف نشأ أكثر من قدرة المدينة على جذب الموهبة الأجنبية – شوبان ومايربير وليست إلخ – من الاعتراف بموهبتها الأم (مثل برليوز. بين 1852 و1870 أضيف فقط خمسة أعمال فرنسية جديدة لبرنامج حفلات أوبرا باريس وكان فقط بفضل المسرح الغنائي أن سمعنا باي موسيقى جديدة فرنسية في العاصمة على الإطلاق. شارل فرانسوا جونو كان أول مؤلف موسيقي فرنسي المولد يكسر التقليد. رغم أن دينه للموسيقى الألمانية لا يمكن أن ننكره (كان معجبا بالرباعيات الوترية الأخيرة لبيتهوفن) جونو أكثر مؤلف موسيقي فرنسي يمثل القرن التاسع عشر وهو الشخص المسئول أساسا عن الأوبرا الفرنسية الرائدة بعيدا عن الأعمال الرائعة لمايربير، أشهر مؤلف أوبرالي لفرنسا في كل العصور.
المحاولات الأوبرالية الأولى لجونو لم تكن ناجحة كانت تقليد لجلوك مع حبكات ونصوص ضعيفة، ولم يحقق النجاح قبل 1859 حين تناول موضوع أوبرالي حفزه بالفعل – وهو فاوست لغوته. كان جونو شديد التدين لكن لديه ضعف شديد نحو النساء، ركز جونو على ذلك الجانب من القصيدة التي تحدثت له مباشرة – هو وكتاب الليبريتو حطمت «فاوست» للتأكيد على قصة حب فاوست ومارجاريت بدلا من الاعتبارات الأوسع ما وراء الطبيعة (لذا يسميها الكتاب الألمان بنفس العنوان مثل رائعة شاعرهم القومي). رغم اختصارها، «فاوست» لغوته هي مزيج ملهم للابتكار اللحني والجدية الدينية ورسم الشخصيات الحي، وقدمت لمؤلفي الدولة إحساس جديد بالاتجاه والهوية. كما أصبحت أنجح أوبرا فرنسية في التاريخ. في أوائل 1863، كان ناقدا إنجليزيا يشكو – «فاوست، فاوست، فاوست، لا عمل عدا فاوست. فاوست في الأحد والأربعاء والخميس لتكرر اليوم وفي ليلة حتى إشعار آخر». حتى اليوم، عرضت فاوست في أكثر من 50 دولة وترجمت إلى 25 لغة مختلفة.
كان جونو حريضا على أن يعتمد على نجاح «فاوست»، أنتج جونو «فيلامون وبوسيس» و«اليمامة» و«ملكة سبأ» وهي أوبرا من خمس فصول، لكن آخر هذه جذب اتهامات بالتجاه الفاجنري وهي تهمة كبيرة في باريس. الأوبرا كانت فاشلة بين عشية وضحاها، وخليفتها «ميريه» لاقت بالمثل الرفض بعد عرضها الأول عام 1864. بدأت تبدو كأن جونو لن يكرر أبدا مجد فاوست، لكن عام 1867 أنقذت سمعته بعمل لشكسبير وهو روميو وجولييت الذي روج له بحماس المسرح الغنائي الذي كان في حاجة ملحة للمجال النقدي الراقي، وحقق كل من المسرح والمؤلف الناجح الذي احتاجاه.

## أعماله

### فاوست
أوبرا فاوست لجونو هي مجرد قريب بعيد لمسرحية غوته، لكن الليبريتو يتميز بالمباشرة وقلة الادعاء الأمثل للمسرح الأوبرالي والنوتة مليئة بالنغمات الخالدة التي عملت كأساس للمزيد من المسودات الآلية والفانتازي والتنويعات أكثر من أوبرا أخرى تقريبا. الدور الرئيسي للتينور خالد بشكل خاص مع جملة في الفصل الثالث Salut, demeure chaste et pure تبرز كمثال راقي على أسلوب جونو الغنائي. بالمثل، الدويتات في الفصل الثالث لفاوست ومفيستفيليس، وفي الفصلين الثالث والخامس لفاوست ومارجريت جذابين لا يقاوم. باختصار، التيار اللانهائي ظاهريا في «فاوست» من الألحان التي يمكن دندنتها تجعل هذه واحدة من أكثر الأوبرات الممتعة التي كتبت أبدا.

## وصلات خارجية
- شارل جونو على موقع IMDb (الإنجليزية)
- شارل جونو على موقع الموسوعة البريطانية (الإنجليزية)
- شارل جونو على موقع ألو سيني (الفرنسية)
- شارل جونو على موقع ميوزك برينز (الإنجليزية)
- شارل جونو على موقع ميوزك برينز (الإنجليزية)
- شارل جونو على موقع أول موفي (الإنجليزية)
- شارل جونو على موقع قاعدة بيانات برودواي على الإنترنت (الإنجليزية)
- شارل جونو على موقع قاعدة بيانات الأفلام السويدية (السويدية)
- شارل جونو على موقع إن إن دي بي (الإنجليزية)
- شارل جونو على موقع أول ميوزيك (الإنجليزية)

1. ↑   https://www.academiedesbeauxarts.fr/academiciens-depuis-1795?field_chair_target_id=106&field_election_date_value=&field_death_date_value=&year=. {{استشهاد ويب}}: |url= بحاجة لعنوان (مساعدة) والوسيط |title= غير موجود أو فارغ (من ويكي بيانات) (مساعدة)
2. ↑   http://www.musimem.com/gounod.htm. اطلع عليه بتاريخ 2020-10-31. {{استشهاد ويب}}: |url= بحاجة لعنوان (مساعدة) والوسيط |title= غير موجود أو فارغ (من ويكي بيانات) (مساعدة)
3. ↑  MusicBrainz (بالإنجليزية), MetaBrainz Foundation, QID:Q14005
4. 1 2  The Rough Guide to Classical Music by Joe Staines